# Ładzyń (gmina)
Ładzyń – dawna gmina wiejska istniejąca w latach 1867–1939 w Warszawskiem. Siedzibą władz gminy był Ładzyń.

## Historia
Gmina Ładzyń powstała 13 stycznia 1867 w związku z reformą gminną w Królestwie Polskim. Należała do powiatu nowomińskiego w guberni warszawskiej. Należała do sądu w Stanisławowie i stacji pocztowej w Nowomińsku. Na terenie gminy działały 3 młyny wodne i huta szklana "Libertów" (we wsi Porąb są jej pozostałości).
16 marca 1916, w związku z reorganizacją administracyjną terenów Królestwa Polskiego pod okupacją niemiecką podczas I wojny światowej, z gminy Ładzyń w powiecie mińskim wyłączono miejscowość Cisówka, włączając ją do powiatu warszawskiego, gdzie została przyłączona do gminy Dębe Wielkie (gminę Dębe Wielkie włączono w większości tego samego dnia do powiatu warszawskiego z powiatu mińskiego).
W okresie międzywojennym gmina Ładzyń należała do powiatu mińskiego w woj. warszawskim. Jednostka została zniesiona 1 kwietnia 1939, a jej obszar włączono do gmin:
- Mińsk (gromady Brzóze, Cyganka i Żuków),
- Stanisławów (gromady Borek, Czarne, Lubomin, Ładzyń, Ładzyń Nowy, Porąb, Rządza, Szymankowszczyzna, Mały Stanisławów, Wólka Wybraniecka, Wólka Piecząca, Wólka Konstancja, Wólka Czarnińska, Zalesie i Sokóle)..